# Małkinia Górna (gromada)
Małkinia Górna – dawna gromada, czyli najmniejsza jednostka podziału terytorialnego Polskiej Rzeczypospolitej Ludowej w latach 1954–1972.
Gromady, z gromadzkimi radami narodowymi (GRN) jako organami władzy najniższego stopnia na wsi, funkcjonowały od reformy reorganizującej administrację wiejską przeprowadzonej jesienią 1954 do momentu ich zniesienia z dniem 1 stycznia 1973, tym samym wypierając organizację gminną w latach 1954–1972.
Gromadę Małkinia Górna z siedzibą GRN w Małkini Górnej utworzono – jako jedną z 8759 gromad na obszarze Polski – w powiecie ostrowskim w woj. warszawskim, na mocy uchwały nr VI/10/11/54 WRN w Warszawie z dnia 5 października 1954. W skład jednostki weszły obszary dotychczasowych gromad Kańkowo, Małkinia Górna i Małkinia Górna-Osada oraz miejscowość Przewóz z dotychczasowej gromady Klukowo ze zniesionej gminy Orło w tymże powiecie, a także miejscowość Kępa Pruska z dotychczasowej gromady Treblinka ze zniesionej gminy Prostyń w powiecie węgrowskim (woj. warszawskie). Dla gromady ustalono 27 członków gromadzkiej rady narodowej.
1 stycznia 1957 do gromady Małkinia Górna przyłączono wieś Małkinia Dolna z gromady Glina w tymże powiecie.
1 stycznia 1959 do gromady Małkinia Górna przyłączono obszar zniesionej gromady Glina w tymże powiecie.
31 grudnia 1959 do gromady Małkinia Górna przyłączono obszar zniesionej gromady Rostki Wielkie w tymże powiecie (bez wsi Rostki-Daćbogi).
Gromada przetrwała do końca 1972 roku, czyli do kolejnej reformy gminnej. 1 stycznia 1973 w powiecie ostrowskim utworzono gminę Małkinia Górna (właściwie reaktywowano, ponieważ jednostka o nazwie gmina Małkinia Górna istniała także przejściowo pod okupacją hitlerowską).